# 조제프 프랑수아 뒤플렉스

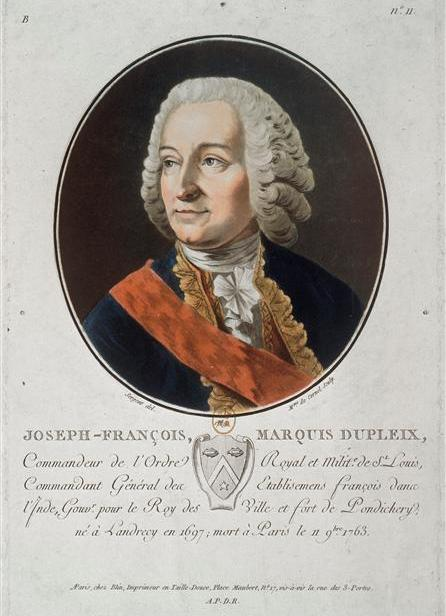

조제프 프랑수아 뒤플렉스(프랑스어: Joseph François Dupleix, 1697년 1월 23일 ~ 1763년 11월 10일)는 프랑스의 인도 지배의 공로자이다. 동인도회사 사원 집안에 태어나 1742년 프랑스령 인도의 지사가 되었다. 이 사이에 오스트리아 계승 전쟁이 일어나서, 영국 동인도회사와 항전, 마드라스를 점령하는 등 프랑스 세력의 전성기를 맞았다. 인도인 토후로부터 행정권을 매수하여 영토를 확대시켰으나, 이것이 회사의 기업성과 충돌하여, 드디어 1754년 본국에 소환되어 실의와 빈곤 속에서 죽었다.

## 같이 보기
- 프랑스 식민제국
- 카나틱 전쟁